# Predsjednik Europske središnje banke
Predsjednik Europske središnje banke je čelnik Europske središnje banke (ESB), glavne institucije odgovorne za upravljanje eurom i za monetarnu politiku u eurozoni.
Trenutačna predsjednica Europske središnje banke je Christine Lagarde, a prethodno je bila na poziciji direktorice Međunarodnog monetarnog fonda. Lagarde obnaša dužnost predsjednice ESB-a od 1. studenoga 2019.

## Uloga i imenovanje
Predsjednik je na čelu Izvršnog odbora, Upravnog vijeća i Općeg vijeća Europske središnje banke. On ili ona zastupa banku u inozemstvu, primjerice na forumu G-20. Nositelj dužnosti imenuje se na osmogodišnji neobnovljivi mandat kvalificiranom većinom glasova Europskog vijeća, de facto svih zemalja članica EU koje su usvojile euro kao svoju valutu.

## Povijest

### Duisenberg
Wim Duisenberg bio je predsjednik Europskog monetarnog instituta (EMI) kada je kasnije u sklopu šireg Ugovora iz Maastrichta i neposredno prije lansiranja eura 1. lipnja 1998. postao Europska središnja banka (ESB). Duisenberg je tada postao prvi predsjednik ESB-a.
Tijekom procesa izbora Wima Duisenberga na dužnost predsjednika ESB-a došlo je do francuskog opiranja njegovom imenovanju, pa je dogovoreno da će Duisenberg podnijeti ostavku nakon samo četiri godine osmogodišnjeg mandata, a zamijenit će ga Francuz Jean-Claude Trichet u drugoj polovici istog mandata. Duisenberg je uvijek oštro poricao da je sklopljen takav sporazum i u veljači 2002. izjavio je da će ostati na funkciji do svog 68. rođendana 9. srpnja 2003.
U međuvremenu Jean-Claude Trichet našao se pod sudskom istragom i još nije bio oslobođen pravnih optužbi prije 1. lipnja 2002., stoga nije mogao započeti svoj mandat nakon Duisenbergove prve četiri godine predsjedavanja. Ni 9. srpnja 2003. Trichet nije oslobođen optužbi, pa je stoga Duisenberg ostao na funkciji do 1. studenoga 2003. Duisenberg je umro 31. srpnja 2005.

### Trichet
Jean-Claude Trichet imenovan je predsjednikom ESB-a 2003. godine i obnašao je dužnost tijekom europske krize državnog duga. Trichetova snaga ležala je u održavanju konsenzusa i vidljive smirenosti unutar ESB-a i s partnerima u drugim europskim institucijama. Za trajanja svog mandata Trichet se morao obraniti od kritika predsjednika Nicolasa Sarkozyja koji je od ESB-a zahtijevao odlučniju politiku usmjerenu na rast povećanjem novčane mase. Njemačka kancelarka Angela Merkel je stala u Trichetovu obranu i podržala ga je u zahtjevu da se poštuje neovisnost banke.
Tijekom krize, kritike su stizale i protiv politike odstupanja od mandata središnje banke kupnjom državnih obveznica država članica eurozone. Članovi odbora ESB-a Axel A. Weber i Jürgen Stark podnijeli su ostavke u znak prosvjeda protiv takve politike, čak i ako je to presudno utjecalo da najviše zadužene države u eurozoni ne završe u stečaju. Ekonomist MMF- a Pau Rabanal tvrdio je da je Trichet "održavao relativno ekspanzivnu monetarnu politiku" i čak je "žrtvovao cilj inflacije ESB-a radi većeg gospodarskog rasta i otvaranja novih radnih mjesta, a ne obrnuto". Iako je zanemario postavke mandata ESB-a, on je i dalje držao kamatne stope pod kontrolom i održavao veću stabilnost cijena nego što je to primjerice činila Deutsche Bundesbank prije eura.
Osim što je branio neovisnost ESB-a i protivio se smanjivanju kamatnih stopa na štetu ekonomske stabilnosti, Trichet se također žestoko protivio prijedlogu francuskog predsjednika Sarkozyja za uvođenje automatskih sankcija zemljama članicama u sklopu fiskalnih reformi EU-a i suprotstavio se Angeli Merkel u pokušaju sudjelovanja privatnih investitora u jamstvima državama u krizi kako bi se izbjegao strah na financijskim tržištima. Međutim, tijekom krize počinio je neke pogreške, primjerice podigavši kamatne stope neposredno nakon što je inflacija dosegla vrh i neposredno prije recesije koju je pokrenuo kolaps Lehman Brothersa, kao i odbijanjem i nepovjerenjem naspram politike kupnje državnih obveznica eurozone.
U svom posljednjem nastupu (35.) pred Europskim parlamentom, Trichet je pozvao na više političkog jedinstva, te je predložio davanje značajnih novih ovlasti ESB-u, uspostavu izvršne vlasti s europskim ministarstvom financija i veće nadzorne ovlasti za Europski parlament. Ustvrdio je da se ne smije zanemariti uloga ESB-a u održavanju stabilnosti cijena tijekom financijske krize i porasta cijena nafte.
Kao odgovor na pitanje jednih njemačkih novina koje su napadale kredibilitet ESB-a povodom kupovine državnih obveznica, Trichet je izjavio:

### Draghi
Iako se smatrao jednim od mogućih nasljednika, Axel Weber je podnio ostavku na funkciju u ESB-u u znak prosvjeda protiv politike spašavanja zaduženih članica eurozone kršenjem pravila mandata ESB-a. Mario Draghi izabran je za novog predsjednika ESB-a 24. lipnja 2011. Draghi je bio na dužnosti predsjednika od 1. studenoga 2011. do 31. listopada 2019. (naslijedila ga je Christine Lagarde).
Pascal Canfin, francuski član Europskog parlamenta, tvrdio je da je Draghi u svojstvu direktora Goldman Sachsa sudjelovao u swap operacijama za vlade nekih europskih zemalja, pogotovo Grčke, u pokušaju da tako prikrije stvarno ekonomsko stanje pretjerano zaduženih članica. Draghi je na saslušanjima za nominaciju u Europskom parlamentu 2011. godine izjavio da su swap ugovori "sklopljeni prije mog pridruživanja Goldman Sachsu [i] nisam imao nikakve veze s njima".
U prosincu 2011. Draghi je nadzirao trogodišnji program zajma ESB-a europskim bankama u iznosu 489 milijardi eura. Program je bio približno iste veličine kao Fed-ov "program za pomoć u nevolji" (2008.), ali ipak mnogo manji od ukupnog američkog monetarnog odgovora na svjetsku krizu u to doba.
U veljači 2012. pokrenut je drugi, nešto veći krug zajmova ESB-a europskim bankama, nazvan operacija dugoročnog refinanciranja (LTRO). Komentator Matthew Lyn tvrdi da je ubrizgavanje sredstava ESB-a, zajedno s kvantitativnim popuštanjem Sustava federalnih rezervi SAD-a i Instrumenta za kupnju imovine Engleske banke imalo za posljedicu povećanje cijene nafte u 2011. i 2012. godini.
Za vrijeme krize državnog duga u eurozoni u srpnju 2012., zbog obnovljenog straha financijskih tržišta od bankrota pojedinih zemalja članica, Draghi je na konferenciji za tisak izjavio da je ESB "... spreman učiniti sve što je potrebno za očuvanje eura. I vjerujte mi, bit će dovoljno." Ova je izjava dovela do brzog pada prinosa na obveznice (troškovi posudbe) za zemlje eurozone, posebno Španjolsku, Italiju i Francusku. S obzirom na spori politički napredak u rješavanju krize eurozone, Draghijeva se izjava smatra ključnom prekretnicom u smirivanju krize.

### Predsjednici
| N. | Slika | Predsjednik         | Država     | Početak mandata    | Kraj mandata            | Karijera |
| -- | ----- | ------------------- | ---------- | ------------------ | ----------------------- | --- |
| 1  |       | Wim Duisenberg      | Nizozemska | 1. lipnja 1998.    | 31. listopada 2003.     | Karijera - Ministar financija Nizozemske; Predsjednik Banke Nizozemske; Predsjednik Europskog monetarnog instituta preteče ESB-a.                                                  |
| 2  |       | Jean-Claude Trichet | Francuska  | 1. studenoga 2003. | 31. listopada 2011.     | Karijera - Generalni direktor Riznice ministarstva financija Republike Francuske; Guverner Banke Francuske.                                                                        |
| 3  |       | Mario Draghi        | Italija    | 1. studenoga 2011. | 31. listopada 2019.     | Karijera - Direktor Goldman Sachsa; Izvršni direktor Svjetske banke; Predsjedajući Savjeta za financijsku stabilnost; Guverner Banke Italije, Predsjednik vlade Republike Italije. |
| 4  |       | Christine Lagarde   | Francuska  | 1. studenoga 2019. | Trenutačna predsjednica | Karijera - Ministar trgovine Republike Francuske; Ministar gospodarstva, financija i industrije Republike Francuske; Izvršna direktorica Međunarodnog monetarnog fonda.            |

### Potpredsjednici
| N. | Slika | Podpredsjednik   | Država     | Početak mandata | Kraj mandata              | Karijera |
| -- | ----- | ---------------- | ---------- | --------------- | ------------------------- | --- |
| 1  |       | Christian Noyer  | Francuska  | 1. lipnja 1998. | 31. svibnja 2002.         | Karijera - Savjetnik i šef osoblja ministarstva financija Republike Francuske; Generalni direktor riznice Ministarstva gospodarstva i financija Republike francuske. |
| 2  |       | Lucas Papademos  | Grčka      | 1. lipnja 2002. | 31. sviblnja 2010.        | Karijera - Stariji ekonomist FED-a u Bostonu; Glavni ekonomist, kasnije guverner Banke Grčke.                                                                        |
| 3  |       | Vítor Constâncio | Portugal   | 1. lipnja 2010. | 31. svibnja 2018.         | Karijera - ministar financija Portugala; Guverner Banke Portugala.                                                                                                   |
| 4  |       | Luis de Guindos  | Španjolska | 1. lipnja 2018. | trenutačni potpredsjednik | Karijera - Ministar gospodarstva i konkurencije Kraljevine Španjolske; Ministar industrije Kraljevine Španjolske.                                                    |

1. ↑  Noyer je jedini potpredsjednik izabran na funkciju u trajanju od četiri godine kako bi se njegov okraj mandata podudarao s krajem mandata predsjednika Duisenberga.

## Vanjske poveznice
- Organizacija Europske središnje banke
  - Curriculum vitae predsjednika ESB-a  Arhivirana inačica izvorne stranice od 22. kolovoza 2004. (Wayback Machine)
- Europski ugovori; Sekcija 6, članak 282 o Europskoj središnjoj banci

| Portal:Europa | Portal:Europa |